# Museu a Cel Obert de Tiana
El Museu a Cel Obert és un projecte de la Regidoria de Cultura de l'Ajuntament de Tiana, que entrà en funcionament el desembre del 2016. El projecte té com a objectiu ubicar obres de valor artístic a l'aire lliure dins de l'espai urbà de Tiana.
La primera de les obres a l'aire lliure que acollí fou una pintura mural feta per diversos autors tianencs, pertanyents al col·lectiu Caterva, i coordinada per Josep Maria Galceran, en Fletxa.